# Remijia
Remijia je rod rostlin z čeledi mořenovité. Jsou to keře a stromy s velkými vstřícnými nebo přeslenitými listy a bílými až červenými pravidelnými květy. Rod zahrnuje okolo 40 druhů a je rozšířen pouze v Jižní Americe, zejména v Amazonii. Některé druhy mají využití v lékařství či jako přísada toniků.

## Popis
Zástupci rodu Remijia jsou keře a stromy se vstřícnými nebo přeslenitými jednoduchými listy. Listy jsou často velmi velké, přisedlé nebo řapíkaté, s opadavými, trojúhelníkovitými až kopinatými, interpetiolárními palisty. Květy jsou bílé, růžové nebo červené, středně velké až velké, pravidelné, uspořádané v květenstvích různých typů. Kalich je uťatý nebo na vrcholu se 4 až 6 laloky. Koruna je nálevkovitá, srostlá, se 4 až 6 laloky. Tyčinek je stejný počet jako korunních laloků a jsou přirostlé pod nebo v polovině korunní trubky. Semeník obsahuje 2 komůrky a mnoho vajíček. Plodem je tenká až dřevnatá tobolka s mnoha drobnými, plochými semeny.

## Rozšíření
Rod Remijia zahrnuje asi 35 až 45 druhů. Je rozšířen výhradně v Jižní Americe od Kolumbie a Guyany po Peru a Bolívii. Největší druhové bohatství je ve Venezuele a Brazílii. Jsou to především keře a nízké stromy rostoucí na chudých půdách.

## Obsahové látky
Z kůry Remijia peruviana byly izolovány alkaloidy, které obsahuje i chinovník (Cinchona): chinin, kuprein a cinchonin. Mimo to byly identifikovány 2 zcela nové alkaloidy: acetylkuprein a N-ethylchinin.

## Využití
Kůra stromů rodu Remijia obsahuje 0,5 – 2 % chininu. Tato kůra je levnější než kůra chinovníku a má výraznou chuť a proto se využívá pro výrobu toniků.
Šťáva druhu Remijia pacimonica, rozšířeného v Amazonii, je používána na kožní záněty.